# Gabinete Naval Imperial Alemán
El Gabinete Naval Imperial Alemán (en alemán: Marinekabinett), una oficina del gobierno de la Armada Imperial Alemana, 1871-1918, fue responsable de comandar a oficiales navales, oficiales marinos, ingenieros, tiendas navales y municiones.
En 1889, el Kaiser Guillermo II reorganizó el control de alto nivel de la Armada estableciendo un Gabinete de la Marina (Marine-Kabinett), equivalente al Gabinete Militar Imperial que había funcionado previamente con la misma capacidad tanto para el ejército como para la marina. El Jefe del Gabinete de la Marina era responsable de las promociones, los nombramientos, la administración y la emisión de órdenes a las fuerzas navales.
El capitán Gustav Freiherr von Senden-Bibran, nombrado su primer jefe, permaneció en el cargo hasta 1906. El almirantazgo imperial existente fue abolido en 1889 y sus responsabilidades se dividieron entre dos organizaciones. Se creó una nueva posición, el jefe del Alto Mando Naval Imperial, siendo responsable de los despliegues de los buques, la estrategia y las tácticas. El titular del título era equivalente al comandante supremo del Ejército.
El Gabinete Naval se convirtió, en la práctica, en la autoridad decisiva en asuntos de personal para los oficiales navales. Estaba directamente subordinado al Emperador y no era responsable ante el Reichstag.
El Jefe del Gabinete Naval fue siempre un alto oficial naval que también actuó como ayudante del Emperador. El primer jefe del gabinete naval (1889 a 1906) fue el almirante, barón Gustav von Senden-Bibran. El almirante Georg Alexander von Müller lo sucedió y sirvió hasta 1918.
El Gabinete también funcionó como el gabinete naval de Prusia.
En diciembre de 1918, el Gabinete se convirtió en la Oficina de Personal Naval del Reich de la República de Weimar.